# Домплац (Мюнстер)
Домплац (нем. Domplatz) (дословно — «Соборная площадь») — площадь, сформировавшаяся рядом с Собором Святого Павла в городе Мюнстер (федеральная земля Северный Рейн-Вестфалия). Площадь окружает собор с западной, южной и восточной сторон.
С южной стороны площади находятся здание правления административного округа Мюнстер, здание филиала Deutsche Post, «Музей искусства и истории культуры». В юго-восточном углу площади открывается проход на Принципальмаркт к зданию Мюнстерской ратуши.
В западной части площади находится Епископский дворец и дворец барона Франца фон Фюрстенберга. С востока площадь ограничивается тыльной стороной домов, выходящих на Принципальмаркт.
По средам и субботам на площади проходит традиционный еженедельный базар. Восточная сторона площади используется в качестве автомобильной стоянки. На площади регулярно проводятся различные мероприятия и концерты.
С 2000 года на Домплац проходит ежегодный городской фестиваль Eurocityfest. На праздновании в честь 1200-летия Мюнстерского епископства на концерте группы «Silbermond» присутствовало свыше 30 000 жителей Мюнстера и гостей города. Во время предвыборной кампании 2005 года на площади выступал тогдашний федеральный канцлер Германии Герхард Шрёдер. На митинге собралось 12 000 человек.

## Галерея

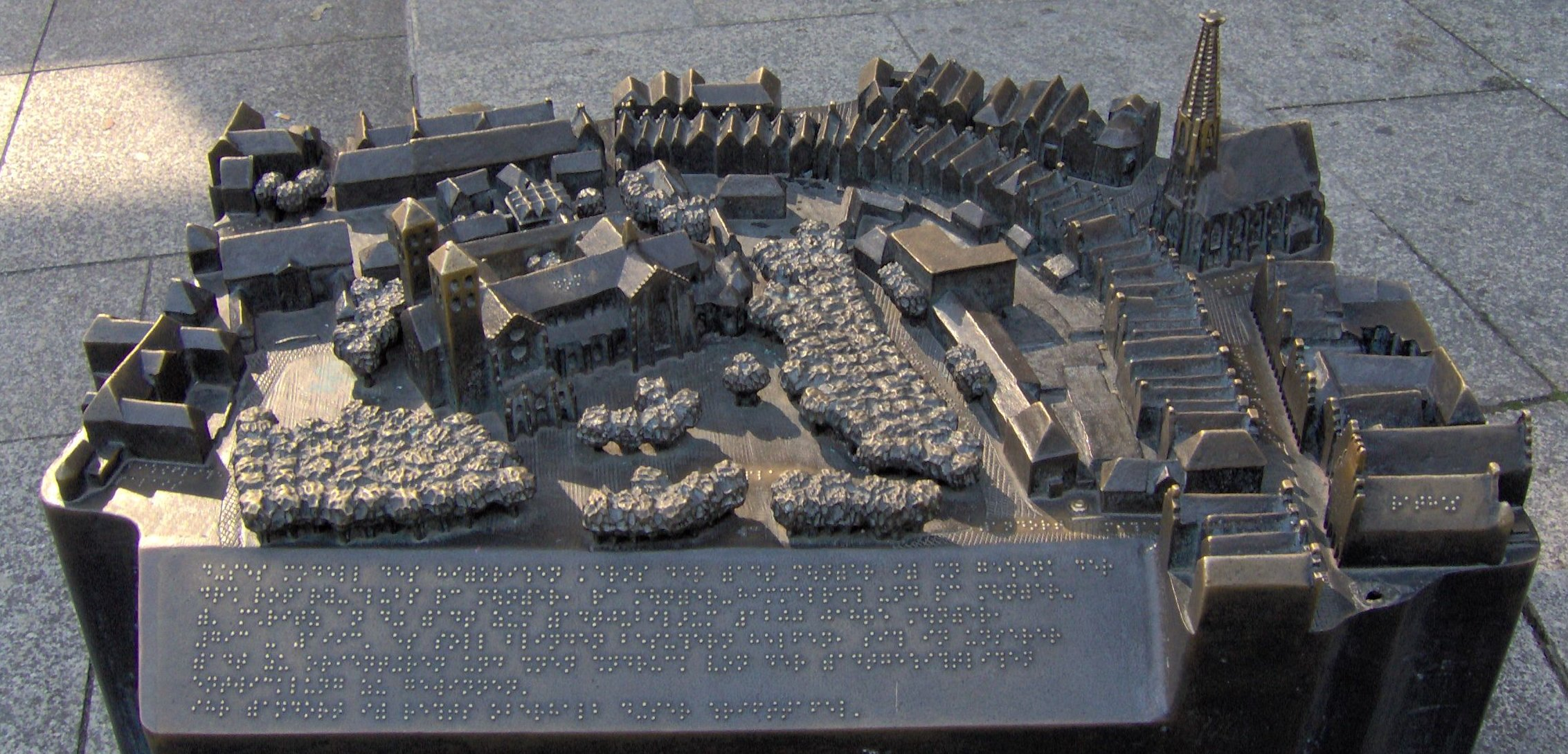
Бронзовая модель Домплац
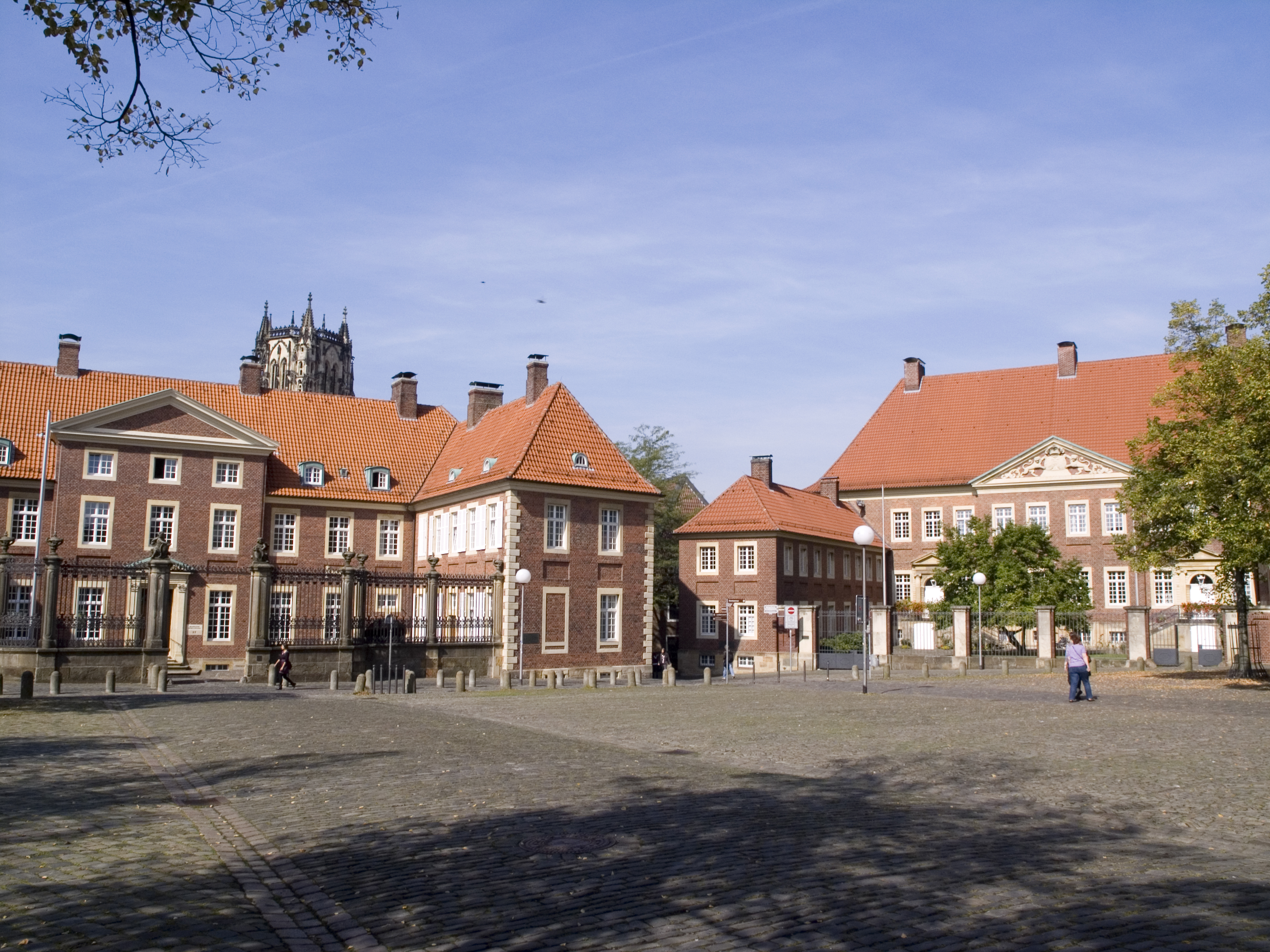
Епископский дворец и дворец Франца фон Фюрстенберга
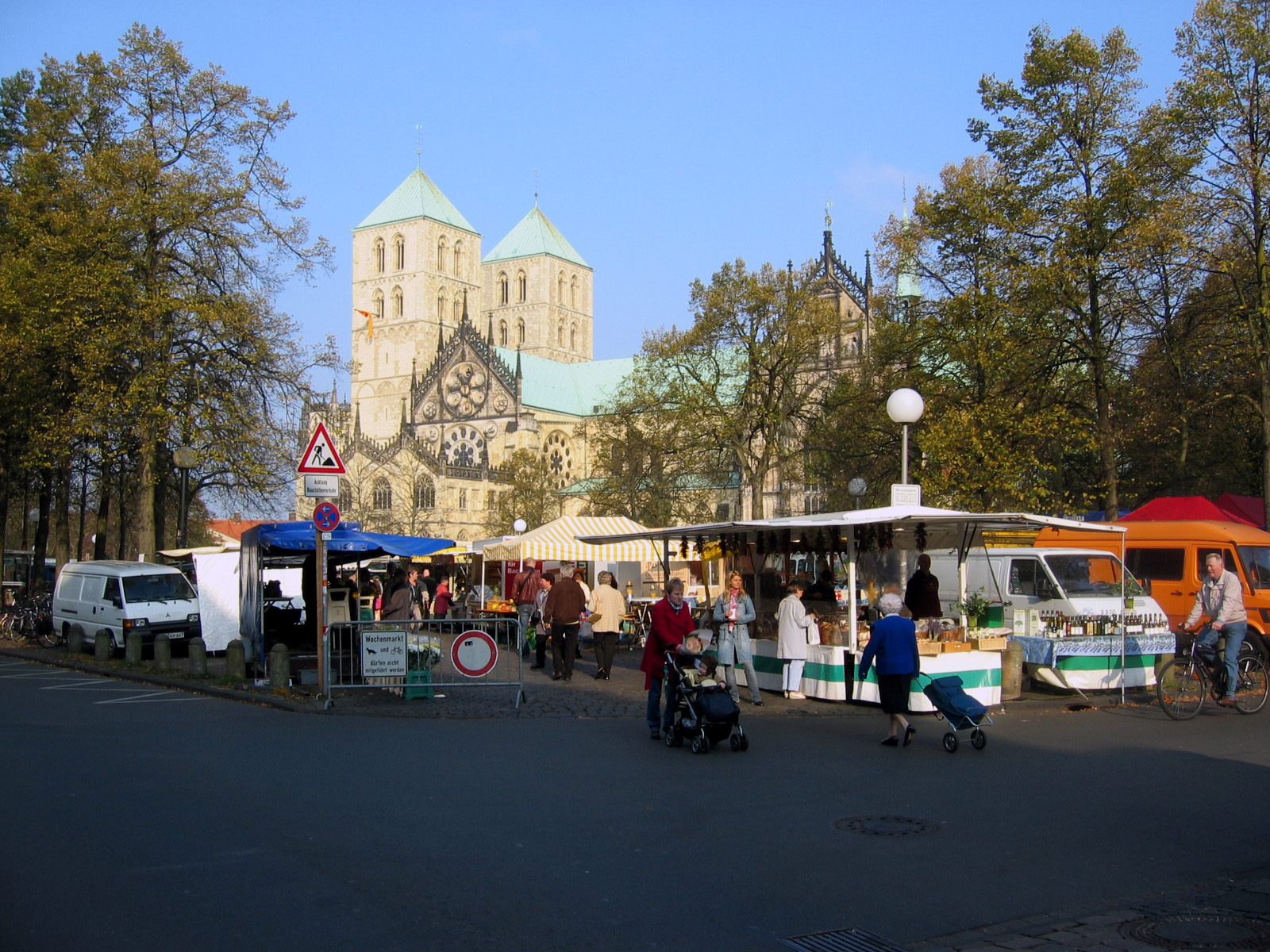
Еженедельный базар
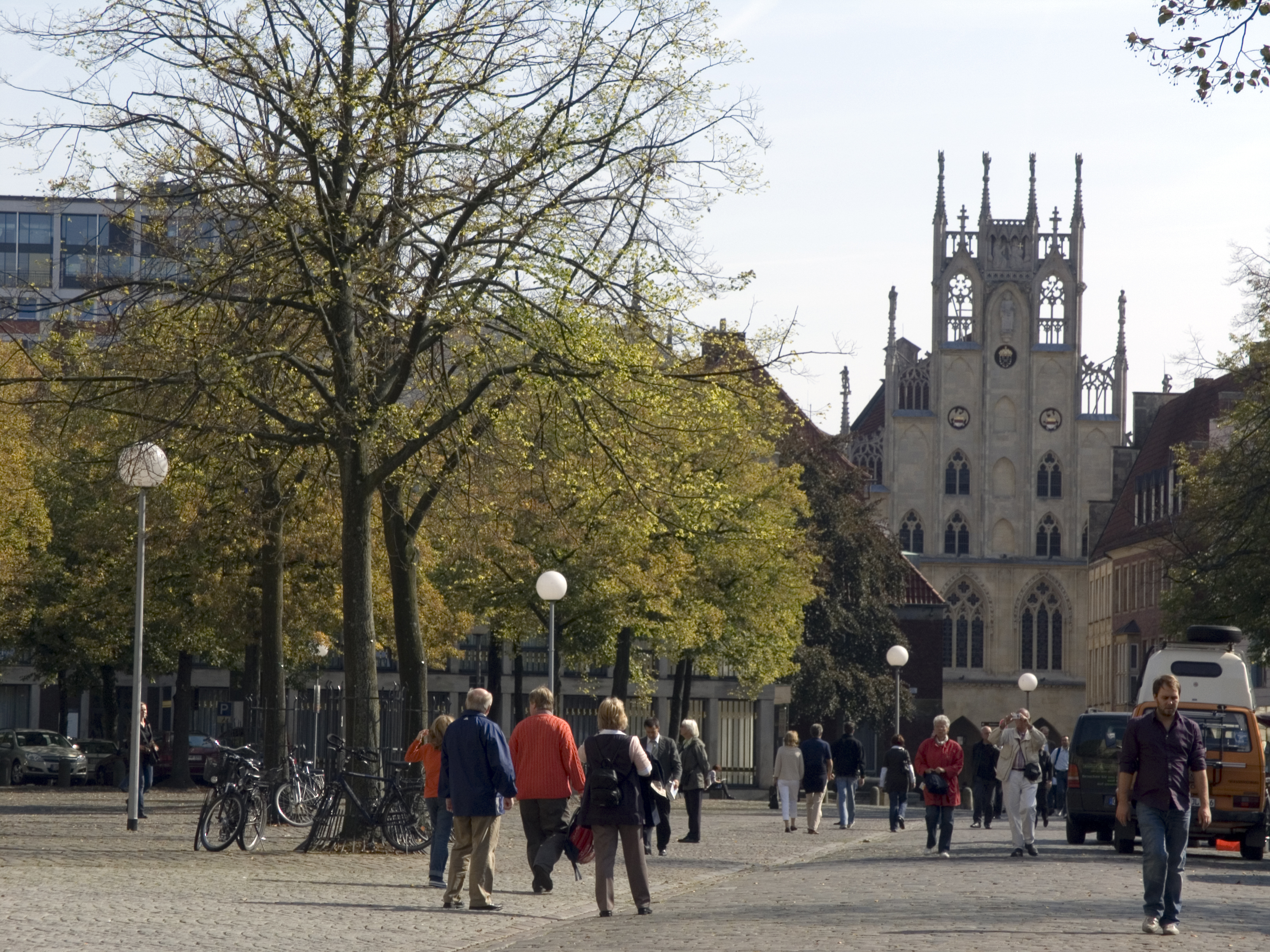
Вид на старую ратушу
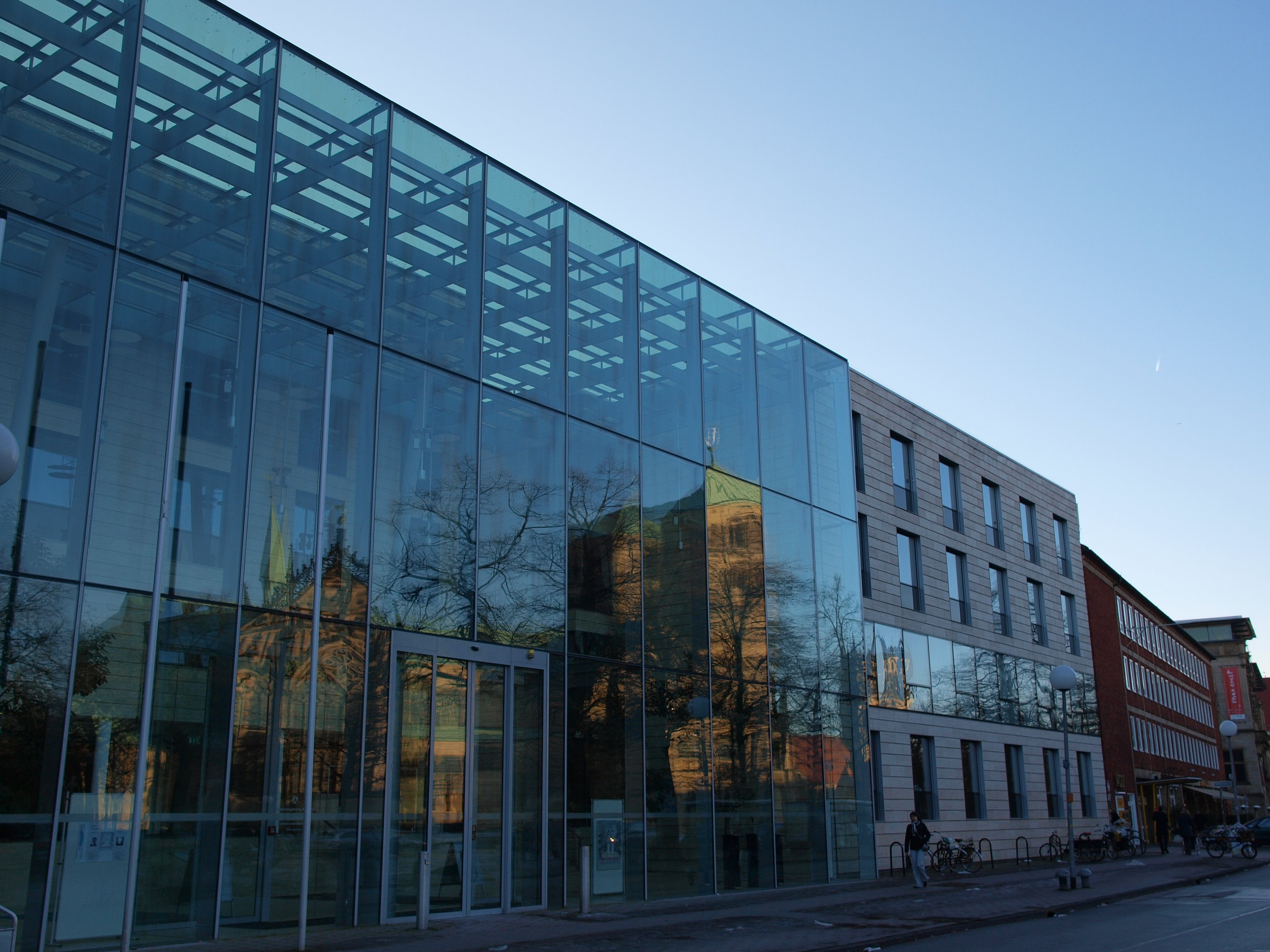
Правление административного округа